# گوستاو کاباره
گوستاو کاباره (فرانسوی: Gustave Cabaret‎; ۱ نوامبر ۱۸۶۶ – ۴ آوریل ۱۹۱۸) کماندار اهل فرانسه بود.